# Polyscias lancifolia
Polyscias lancifolia är en araliaväxtart som först beskrevs av Drake, och fick sitt nu gällande namn av René Viguier. Polyscias lancifolia ingår i släktet Polyscias och familjen Araliaceae. Inga underarter finns listade.